# اندی بنس
اندی بنس (انگلیسی: Andy Benes؛ زادهٔ ۲۰ اوت ۱۹۶۷) بازیکن بیس‌بال اهل ایالات متحده آمریکا بود.
از باشگاه‌هایی که در آن بازی کرده‌است می‌توان به سنت لوئیس کاردینالز اشاره کرد.